# تيري براشاو
تيري براشاو (بالإنجليزية: Terry Bradshaw)‏ هو لاعب كرة قاعدة أمريكي، ولد في 3 فبراير 1969 في فرانكلين في الولايات المتحدة.

## وصلات خارجية
- تيري براشاو على موقع دوري كرة القاعدة الرئيسي (الإنجليزية)
- تيري براشاو على موقعبيزبول رفرنس.كوم (الدوري الرئيسي) (الإنجليزية)
- تيري براشاو على موقع إي إس بي إن.كوم (أم.أل.بي) (الإنجليزية)
- تيري براشاو على موقع مشجعي الرسوم البيانية (الإنجليزية)